# Alianza de las fuerzas del trabajo y de la cultura
La alianza de las fuerzas del trabajo y de la cultura (AFTC) es un concepto introducido por Santiago Carrillo, secretario general del Partido Comunista de España (PCE) en su desarrollo teórico de la corriente del eurocomunismo en España. Surge en la segunda mitad de los años 1960, en una etapa marcada por el mayo del 68 y del crecimiento de las movilizaciones obreras y estudiantiles.

## Contexto
Esta alianza se plantea en un contexto histórico en el que la continua pérdida en el peso del sector agrícola en España a favor de la industria ponía en cuestión la alianza postulaba por Lenin entre obreros y campesinos, simbolizada por la hoz y el martillo. Por otra parte, las universidades dejaban de estar ligadas a las élites merced a la revolución científico-técnica y al progresivo acceso de las clases populares a los estudios superiores. Además, desde los sucesos de 1956, las universidades se habían convertido en importantes focos de movilización contra el régimen franquista.

## Desarrollo
Carrillo presentó el concepto en 1967 en Nuevos enfoques a problemas de hoy. En Eurocomunismo y Estado (1977) lo empleó en un contexto más amplio, recuperado el concepto gramsciano de la hegemonía:

El partido no propone convertirse en la fuerza dominante del Estado y la sociedad, ni imponer su ideología a éstos con carácter oficial. La misión del partido es contribuir a que las fuerzas del trabajo y de la cultura conquisten la hegemonía político-social. Por eso, el partido no aspira a conquistar el poder para él, monopólicamente, sino a un poder en el que participen y cooperen, según su peso real, los diferentes grupos políticos representativos de esas fuerzas, en una emulación por el progreso, el socialismo y la democracia.

Asimismo, la idea se discutió profusamente en el seno del PCE, como queda reflejado en varios números de la revista Revolución y Cultura de principios de los años setenta. Presentada de nuevo en las actas del VIII Congreso del PCE (1972), durante los próximos años, la “alianza de las fuerzas del trabajo y de la cultura” definiría la línea estratégica del partido, y el “pacto para la libertad” conformaría su línea táctica.
El PCE ganó presencia en universidades y colegios profesionales y aupó a numerosas figuras de la cultura con el objetivo de extender sus ideas desde el ámbito intelectual a otras capas de la sociedad.